# دعاء عبد الرحمن
دعاء عبد الرحمن هي كاتبة مصرية ولدت بمحافظة الجيزة في 11 نوفمبر عام 1979م. أول أعمالها الروائية بعنوان اكتشفت زوجي في الأتوبيس وكانت عام 2011 وبعد ذلك ثلاث أعمال رومانسية اجتماعية وهم: اغتصاب ولكن تحت سقف واحد، ولا في الأحلام، مع وقت التنفيذ، وأيضًا عملت مجموعة من القصص القصيرة. تصنَّف أعمالها بالرومانسية الاجتماعية. وقد بدأت الكتابة تحت اسم مستعار وهو «مشاعر غالية».

## حياتها
ولدت بمحافظة الجيزة في 11 نوفمبر 1979م، حصلت على بكالوريوس إدارة أعمال، ودبلومة من المعهد العالى للدراسات الإسلامية.

## أعمالها الروائية
- اغتصاب ولكن تحت سقف واحد[1]

- ولا في الأحلام: استخدمت دعاء اللغة العامية للحوار بين شخصيات الرواية في بعض الأوقات واللغة العربية الفصيحة في أوقات أخري، وتتصف الرواية بالأسلوب المباشر والإسقاط المباشر على الأحداث.[6]

- اكتشفت زوجي في الأتوبيس: هي أول روايات الكاتبة دعاء. كسرت الكاتبة كل القواعد اختلطت الرواية بالواقعية الشديدة تجعل القارئ يعيش داخل الأحداث وكأنه شخص متواجد فيها، هي قصة واقعية يعيشها ألاف الشباب في المجتمع العربي سرد لحقائق وملابسات وأحداث واقعية في إطار عمل أدبي رفيع المستوى، تأخذ الرواية القارئ لجانب ديني ومبادئ وقيم دينية وعمق المشاعر والأفكار، كما تضمنت عددًا من المبادئ والقيم الدينية.[6]

- داو إلا قليلًا
- قلب الطاووس إصدار ٢٠٢١
- ولو بعد حين[1]
- مع وقت التنفيذ: الإحساس العائلي الألفة والحب تجعل الرواية تندمج مع جميع الشخصيات، تحدثت الكاتبة عن الملتزمين من الرجال والنساء وكيف يستمعون بحياتهم وليست الحياة معقدة كما هو الشائع وصلت الكاتبة معلومات دينية بطريقة مبسطة وأسلوب مميز على لسان شخصياتها.[6]

- إيماجو: امتازت الرواية بالخيالية الشديدة في ربط الأحداث، تشهد الرواية التغيرات الجذرية في الطبائع البشرية والكتل النفسية الكامنة بالنفس.

- وقالت لي: أفكار علم النفس والدورة الروتينية حول مرض الانفصام. هي دعوة لفهم العالم الأخر عالم النساء العالم الذي حير عقول الرجال، وقد قدمت الكاتبة ذلك في إطار اجتماعي درامي وأحداث شيقة تحمل الكثير من المعاني والعبر، ويعتبر رسالة أرسلتها الكاتبة عبر كتابتها البسيطة لتكون رسالة لكل زوج في معاملة زوجته.[6]